# 和你一起摇滚
《Rock with You》是美國歌手Michael Jackson第五張專輯《Off the Wall》裏的第二支單曲，由 Rod Temperton 創作，並於1979年11月3日發行。這首歌於告示牌單曲榜排名第一，根據告示牌上記載，《Rock with You》是1980年第四大單曲。這首歌也被認為是迪斯可时代的最後一個高潮。

## 歌曲介紹

### 音樂類型
这首歌的副歌是EB小调，第一个连接桥段之后就是它。节拍为4/4，节奏为114bpm。

### 音樂錄影帶
該曲的音樂錄影帶导演是Bruce Gowers，該影片的特點是麥可唱歌時身穿着閃爍亮片的上衣及褲子，及他身後緊隨著綠色的雷射光所做出的視覺效果。（页面存档备份，存于）
此音樂錄影帶分別收入在 Video Greatest Hits - HIStory、 Number Ones 、 Michael Jackson's Vision 中。

### 现场表演
这首歌迈克尔在Jacksons' Destiny巡回表演第二站，以及之后的Triumph巡回演唱会、Victory巡回演唱会、Bad世界巡回演唱会均有表演。这首歌也在HIStory世界巡回演唱会上参与过串烧。
迈克尔曾在Dangerous世界巡回演唱会前对这首歌进行过排练，但最后没有演唱。之后也曾把它加入到This Is It世界巡回演唱中，但由于他的逝世，节目被取消。